# Cerberusa
Cerberusa is een geslacht van kreeftachtigen uit de klasse van de Malacostraca (hogere kreeftachtigen).

## Soorten
- Cerberusa caeca Holthuis, 1979
- Cerberusa tipula Holthuis, 1979